# Media Gateway Control Protocol (Megaco)
H.248 або ж Media Gateway Control Protocol (Megaco) — протокол що використовується між елементами телекомунікаційних мереж: шлюзом (Media Gateway) і контроллером шлюзів (Media Gateway Controller). Підтримує різні системи сигналізації мереж з комутацією каналів, включаючи тонову сигналізацію, ISDN, ISUP, QSIG і GSM.

На 2013 рік діє стандарт, опублікований у вересні 2005 року ITU-T H.248.1: Gateway control protocol: Version 3
Кожне повідомлення є транспортним механізмом передачі команд, а не самою командою, на відміну від більшості інших телекомунікаційних протоколів.